# Adam Burgess
Adam Burgess (n. 17 iulie 1992, Stoke-on-Trent, Anglia, Regatul Unit) este un canoist ce a reprezentat Regatul Unit al Marii Britanii și al Irlandei de Nord, medaliat olimpic. A participat la 2 ediții ale Jocurilor Olimpice (2020, 2024) în care a câștigat o medalie de argint.